# Прудников, Михаил Михайлович
Михаи́л Миха́йлович Пру́дников (14 сентября 1912 , Москва — 1 октября 1990, там же) — советский оператор документального кино, фронтовой кинооператор в годы Великой Отечественной войны. Заслуженный деятель искусств РСФСР (1988).

## Биография
Родился в московской семье, по социальному положению — из мещан.
 В период с 1932 по 1935 годы трудился на рабочих специальностях на Первом государственном часовом заводе, заводе «Авиаприбор», на московском заводе «Геодезия». В 1935—1936 годах учился на рабфаке в «Цветметзолоте», затем поступил на операторский факультет ВГИКа, который окончил в 1940 году.
В Красной армии с января 1942 года, куда ушёл добровольцем. Был распределён в киногруппу Брянского фронта. Имея начальную тарификацию ассистента оператора, работал в паре с более опытными Я. Марченко, И. Таги-заде. «Как ассистент дублировал достоинства и недостатки своих ведущих операторов…» — из характеристики, данной директором Центральной студии кинохроники В. Н. Головнёй.
С июля 1944 года — в киногруппе 2-го Прибалтийского фронта в паре с К. Широниным. С августа 1945 года был в распоряжении Центральной дальневосточной киногруппы, в числе коллег из разных стран 2 сентября 1945 года снимал на борту американского линкора «Миссури» Акт о капитуляции Японии. 
Член Союза кинематографистов СССР с 1957 года.
Работал на ЦСДФ до 1980 года. Автор множества сюжетов для кинопериодики: «Московская кинохроника», «Новости дня», «Пионерия», «Ровесник», «Советский воин», «Советский спорт», «Советское кино», «Союзкиножурнал».

## Фильмография
- 1943 — Орловская битва (в соавторстве)
- 1944 — Битва за Прибалтику (в соавторстве)
- 1944 — Восьмой удар (в соавторстве)
- 1945 — Разгром милитаристской Японии (в соавторстве)
- 1945 — Подписание акта о капитуляции Японии (совместно с В. Микошей, М. Посельским, М. Ошурковым, А. Погорелым, А. Сологубовым)
- 1946 — 1 Мая (цветной вариант; в соавторстве)
- 1946 — 39-й Октябрь (в соавторстве)
- 1946 — День танкистов (в соавторстве)
- 1946 — Ко дню Военно-Морского флота (совместно с А. Зенякиным, А. Воронцовым, Л. Котляренко, З. Фельдманом)
- 1946 — Советская Эстония (совместно с В. Томбергом, С. Школьниковым, И. Бессарабовым, В. Парвелем)
- 1947 — Великий всенародный праздник (в соавторстве)
- 1947 — День победившей страны (в соавторстве)
- 1948 — 1 Мая (чёрно-белый вариант; в соавторстве)
- 1948 — 31-й Октябрь (в соавторстве)
- 1948 — Возвращение на Родину
- 1948 — День Воздушного Флота СССР (в соавторстве)
- 1948 — Ко дню Военно-Морского Флота (в соавторстве)
- 1949 — 1 Мая (цветной вариант; в соавторстве)
- 1949 — 32-й Октябрь (в соавторстве)
- 1949 — День Военно-Морского Флота СССР (в соавторстве)
- 1949 — Пушкинские дни (в соавторстве)
- 1949 — Спортивная зима (в соавторстве)
- 1949 — У Белого моря[8]
- 1950 — Советская Киргизия (в соавторстве)
- 1950 — Спорт смелых (совместно с Е. Мухиным, Ю. Леонгардтом, А. Никифоровым, К. Писанко, Б. Шером)[9]
- 1951 — 1 Мая 1951 г. (в соавторстве)
- 1951 — На первенство СССР по футболу (в соавторстве)
- 1951 — Спорт отважных (в соавторстве)
- 1952 — На строительстве Волго-Донского водного пути (выпуск № 7) (в соавторстве)
- 1952 — Пионерское лето (совместно с Д. Каспием, В. Микошей)[10]
- 1953 — Великое прощание (в соавторстве)
- 1953 — Недалеко от Краснодара (совместно с Е. Аккуратовым)[11]
- 1953 — Счастливое детство (совместно с Д. Каспием, В. Микошей)
- 1954 — В совхозе им. Горького (совместно с Е. Легатом, А. Листвиным)[12]
- 1954 — Передовики овощеводства[13]
- 1954 — Праздник нашей молодости (в соавторстве)
- 1955 — Выставка произведений скульптора В. И. Мухиной (совместно с А. Крыловым)[14]
- 1955 — Исторические памятники московского Кремля (совместно с И. Сокольниковым)[15]
- 1956 — Дорога к солнцу
- 1956 — Журналисты Эфиопии в СССР (совместно с А. Воронцовым)[16]
- 1956 — На одном уральском заводе (совместно с И. Горчилиным, В. Придорогиным)[17]
- 1956 — Правительственная делегация Корейской Народно-Демократической Республики в Советском Союзе (в соавторстве)
- 1956 — Сихотэ-Алиньский метеорит (совместно с Г. Епифановым, В. Кривовым, Б. Проком)[18]
- 1956 — Школьные годы (совместно с И. Запорожским, О. Рейзман)[19]
- 1957 — Встречи с солнцем (совместно с М. Глидером, С. Киселёвым, А. Истоминым)[20]
- 1957 — Гости из Бирмы в Советском Союзе (совместно с В. Цитроном)[21]
- 1957 — Делегация национального фронта демократической Германии в Советском Союзе (совместно с М. Поповой, Е. Федяевым)[22]
- 1957 — Искусство друзей (в соавторстве)[23]
- 1957 — Крепнет советско-чехословацкая дружба (в соавторстве)[24]
- 1957 — На автомобиле по Советской стране (совместно с Ю. Бородяевым, И. Запорожским)[25]
- 1957 — Праздник нового мира / 40 лет Октября (совместно с Ю. Бородяевым, И. Запорожским)
- 1957 — Солдаты Родины (в соавторстве)[26]
- 1958 — Деловые люди Канады в СССР (совместно с Л. Панкиным, К. Пискарёвым)[27]
- 1958 — Делегация мусульман Пакистана в Москве
- 1958 — Звени наша юность (совместно с Д. Каспием, В. Микошей, Д. Рымаревым, И. Филатовым)[28]
- 1958 — Хоккей США — СССР (совместно с А. Воронцовым, А. Хавчиным)[29]
- 1959 — 42-й Октябрь (в соавторстве)
- 1959 — Американские губернаторы в СССР (совместно с Б. Шером)[30]
- 1959 — Большой концерт (в соавторстве)
- 1959 — Весна азербайджанской культуры (в соавторстве)
- 1959 — По дорогам Румынии (совместно с И. Греком, Г. Захаровой и операт. иностр. хроники)[31]
- 1959 — Пора большого новоселья (совместно с М. Глидером, С. Медынским, Б. Небылицким, Д. Рымаревым)[32]
- 1959 — Приметы времени (в соавторстве)
- 1959 — Слово сказано, дело сделано (в соавторстве)
- 1960 — В атмосфере доверия и взаимопонимания (совместно с А. Зенякиным, П. Касаткиным, В. Комаровым, К. Станкевичем)[33]
- 1960 — Две строки в газете (совместно с П. Фёдоровым)[34]
- 1960 — Земля — Космос — Земля (совместно с Л. Михайловым)[35]
- 1960 — Искусство народных мастеров[36]
- 1960 — На переднем крае жизни (совместно с Ю. Егоровым, В. Копалиным)[37]
- 1960 — Парламентарии Чили в СССР (в соавторстве)
- 1960 — Песня над Москвой (в соавторстве)
- 1961 — Имя его переживёт века (совместно с А. Казаковым)[38]
- 1961 — Мы твои друзья, природа! (совместно с Р. Вилесовой)[39]
- 1961 — Первый рейс к звёздам (в соавторстве; нет в титрах)
- 1961 — Полёт в космос
- 1961 — Солнечное затмение (совместно с И. Запорожским, И. Михеевым)'[40]
- 1961 — Так строят москвичи (совместно с Б. Небылицким, А. Воронцовым, Л. Михайловым)[41]
- 1961 — Человек вернулся из космоса (в соавторстве)
- 1962 — 50 миллионов новосёлов[42]
- 1962 — Знаменосцы счастья (в соавторстве)
- 1962 — Окна в жизнь (совместно с А. Хавчиным)[43]
- 1962 — С песней к друзьям (в соавторстве)
- 1963 — Время творить (в соавторстве)
- 1963 — Университет дружбы (совместно с Г. Монгловской)[44]
- 1964 — Москва, день поэзии (в соавторстве)
- 1964 — Мы встречаем немецких друзей (в соавторстве)[45]
- 1964 — Новоселье (совместно с В. Даньшиным, А. Истоминым, В. Микошей, В. Цитроном; нет в титрах)
- 1965 — Братство на века (совместно с Л. Кокошвили, П. Опрышко, М. Поповой, И. Сокольниковым)[46]
- 1965 — Воины — кремлёвцы (совместно с А. Воронцовым)[47]
- 1965 — День моря
- 1965 — Монгольская делегация
- 1965 — Твой первый долг[48]
- 1966 — Визит премьер-министра Сирии в СССР (совместно с А. Савиным)[49]
- 1966 — Делегация Венгрии
- 1966 — Дорогой боевой славы (в соавторстве)
- 1967 — Москва, год 1917[50]
- 1968 — Высшее военно-воздушное (совместно с Е. Мухиным)
- 1968 — Дорогой солдата[51]
- 1969 — Парламентарии Камеруна в СССР (совместно с С. Киселёвым)[52]
- 1970 — Совхоз «Заря коммунизма»[53]
- 1970 — Солдаты Победы (в соавторстве)[54]
- 1971 — Магистрали под землёй (совместно с И. Пановым)[55]
- 1972 — Государственный банк СССР (совместно с Г. Голубовым, К. Чекировым)[56]
- 1972 — Солнце, море, дороги… (совместно с Г. Голубовым, О. Лебедевым)[57]
- 1973 — Бережливость[58]
- 1974 — Художники вокруг нас (совместно с В. Комаровым)[59]
- 1975 — Большой праздник книги (совместно с Г. Голубовым)[60]
- 1975 — От простого к сложному (совместно с Ю. Буслаевым, В. Воронцовым)[61]
- 1976 — В районе «Восточный» (совместно с Ф. Бочковым)[62]
- 1977 — От сердца к сердцу (в соавторстве)
- 1977 — Спасает тот, кто рядом[63]

## Награды и звания
- орден Отечественной войны II степени (15 октября 1944)[64]
- медаль «За победу над Японией» (1945)[3]
- медаль «За победу над Германией в Великой Отечественной войне 1941—1945 гг.»[3]
- орден Красной Звезды (9 июня 1945)[65]
- орден Отечественной войны II степени (6 апреля 1985)[66]
- заслуженный деятель искусств РСФСР (4 мая 1988)[3]

## Комментарии
1. ↑  В. Н. Головня: «Совместно с т. Марченко снял хорошие боевые кадры, принятые для фильма „День войны“. Совместно с т. Таги-заде допускал неудачные инсценировки в сюжетах „Автоматчик-корректировщик“, „Танки снова идут в бой“»[1].
2. ↑  От СССР в съёмке церемонии Акта о капитуляции Японии участвовало шесть фронтовых операторов московской кинохроники: М. Ошурков, М. Прудников, М. Посельский, А. Погорелый, А. Сологубов и В. Микоша[5]. Рабочее место Прудникова оказалось на большой высоте — на самой верхней палубе линкора[6].